# Whitewater Arroyo mammarenavirus
Il Whitewater Arroyo mammarenavirus (WWAV) è un Arenavirus zoonotico del genere mammarenavirus associato a febbre emorragica con insufficienza epatica; è classificato come virus di livello di biosicurezza BLS-3.
Come altri arenavirus, il WWAV sembra essere trasmesso tramite roditori, non è però chiaro se può essere trasmesso tramite il contatto con il sangue, l'urina o le secrezioni faringee di un paziente infetto.
Il WWAV è un virus emergente; è distribuito tra i ratti selvatici (Neotoma spp.), nel sud-ovest americano.
Tra giugno 1999 e maggio 2000, tre pazienti di sesso femminile, di età compresa tra 14, 30 e 52 anni, hanno sviluppato una malattia fatale, con sintomi febbrili aspecifici tra cui febbre, mal di testa e mialgie e sindrome da distress respiratorio acuto. Due pazienti hanno anche sviluppato insufficienza epatica e febbre emorragica. Tutti e tre i pazienti sono morti 1-8 settimane dopo l'insorgenza dei sintomi.

### Riviste
- Rhys Pryce, Weng M. Ng, Antra Zeltina, Yasunori Watanabe, Kamel El Omari, Armin Wagner e Thomas A. Bowden, Structure-Based Classification Defines the Discrete Conformational Classes Adopted by the Arenaviral GP1, in Journal of Virology, vol. 93, n. 1, 1º gennaio 2019,  pp. e01048–18, DOI:10.1128/JVI.01048-18, ISSN 1098-5514 (WC · ACNP), PMC 6288339, PMID 30305351.
- Charles F. Fulhorst, Remi N. Charrel, Scott C. Weaver, Thomas G. Ksiazek, Robert D. Bradley, Mary L. Milazzo, Robert B. Tesh e Michael D. Bowen, Geographic Distribution and Genetic Diversity of Whitewater Arroyo Virus in the Southwestern United States, in Emerging Infectious Diseases, vol. 7, n. 3, 2001,  pp. 403-407, DOI:10.3201/eid0703.017306, ISSN 1080-6040 (WC · ACNP).
- Amir Shimon, Orly Shani e Ron Diskin, Structural Basis for Receptor Selectivity by the Whitewater Arroyo Mammarenavirus, in Journal of Molecular Biology, vol. 429, n. 18, 1º settembre 2017,  pp. 2825-2839, DOI:10.1016/j.jmb.2017.07.011, ISSN 1089-8638 (WC · ACNP), PMID 28736175.
- S. M. Lele, M. L. Milazzo, K. Graves, J. F. Aronson, A. B. West e C. F. Fulhorst, Pathology of Whitewater Arroyo viral infection in the white-throated woodrat (Neotoma albigula), in Journal of Comparative Pathology, vol. 128, n. 4, 2003,  pp. 289-292, DOI:10.1053/jcpa.2002.0635, ISSN 0021-9975 (WC · ACNP), PMID 12834613.
- C. F. Fulhorst, R. N. Charrel, S. C. Weaver, T. G. Ksiazek, R. D. Bradley, M. L. Milazzo, R. B. Tesh e M. D. Bowen, Geographic distribution and genetic diversity of Whitewater Arroyo virus in the southwestern United States, in Emerging Infectious Diseases, vol. 7, n. 3, 2001,  pp. 403-407, DOI:10.3201/eid0703.010306, ISSN 1080-6040 (WC · ACNP), PMC 2631812, PMID 11384516.

### Testi
- Andrew M.Q. 700 King, Michael J. Adams, Elliot J. Lefkowitz, Eric B. Carstens, Virus Taxonomy: IXth Report of the International Committee on Taxonomy of Viruses, Elsevier, 2011,  p. 721, ISBN 978-0-12-384684-6.
- David Warrell, Timothy M. Cox, John Firth, Estée Török, Oxford Textbook of Medicine: Infection, Oxford University Press, 11 ottobre 2012,  p. 269, ISBN 978-0-19-965213-6.
- S.R. Palmer, Lord Soulsby, Paul Torgerson, David W. G. Brown, Oxford Textbook of Zoonoses: Biology, Clinical Practice, and Public Health Control, Oxford University Press, 14 luglio 2011,  p. 283, ISBN 978-0-19-857002-8.
- Mandy Elschner, Sally Cutler, Manfred Weidmann, Patrick Butaye, BSL3 and BSL4 Agents: Epidemiology, Microbiology and Practical Guidelines, John Wiley & Sons, 20 luglio 2012,  p. 338, ISBN 978-3-527-64509-1.
- Jules J. Berman, Taxonomic Guide to Infectious Diseases: Understanding the Biologic Classes of Pathogenic Organisms, Academic Press, 2012,  p. 252, ISBN 978-0-12-415895-5.
- Michael H. Merson, Robert E. Black e Anne J. Mills, Global Health, Jones & Bartlett Publishers, 25 agosto 2011,  p. 223, ISBN 978-1-4496-7733-6.